# サガダホク郡 (メイン州)
サガダホク郡（英: Sagadahoc County、[ˈsæɡədəˌhɒk] SAG-ə-də-hok）は、アメリカ合衆国メイン州の郡である。人口は3万6699人（2020年）。州内で面積最小の郡である。郡庁所在地はバスであり、郡内で人口最大の都市である。
サガダホク郡はポートランド・サウスポートランド・ビデフォード都市圏に属している。

## 歴史

### 探検と開拓
サガダホク郡となった地域は当初ヨーク郡に属し、後にリンカーン郡に移された後、1854年に郡になった。サミュエル・ド・シャンプランがこの地域を最初に訪れたヨーロッパ人探検隊を率いてきた。1607年、現在のフィップスバーグにイングランド人によるポパム植民地が設立された。そこは1年後に放棄されたが、イングランド人の漁師や罠猟師が地域に入り続けていた。探検家ジョン・スミスが1614年にこの地域を探検し、イングランド王チャールズ1世に状況を報告した。チャールズ1世はこの地域をリーズと名付けた。
ニューイングランドのプリマス・カウンシルが1635年に解体され、ケネベック川東岸の10,000エーカー (400 km2) が分割されて民間人に払い下げられた。その後長い間に領主達は追加の土地認可、インディアンからの購入、また定義の曖昧だった土地境界を広げることなどで、その所有範囲を広げた。1660年までにイングランド人が現在のサガダホク郡全域の権利を持っていた。
1675年にフィリップ王戦争が起きたとき、1676年8月までは地域で1軒の家が略奪されただけだったが、この月に開拓地3か所がインディアンに攻撃され、53人が捕虜にされた。この地域の開拓地はほとんど全部が放棄され、次に恒久的な開拓地ができたのは、1715年にアローシックとブランズウィックの町ができた時だった。スコットランド・アイルランド系長老派教会員が次第に移民してくるようになったが、間歇的な暴力沙汰は1759年まで続いていた。この年に、メインにおけるフレンチ・インディアン戦争が終わっていた。

### その後の紛争
アメリカ独立戦争の間、サガダホク郡地域では重要な戦闘が無かったが、イギリス海軍から攻撃される恐れはあった。イギリスの武装船舶2隻がケネベック川を遡ってバスに向かったが、攻撃を受けて退却した。米英戦争のときは、近くでイギリス艦船ボクサーが捕獲されたことがあった。南北戦争のときは、郡から2,488人が北軍に従軍した。

### 19世紀
1818年にはケネベック川で船を駆動するために蒸気機関が使われていた。メイン・セントラル鉄道のバス支線は1849年に完工した。1871年にはノックス・アンド・リンカーン鉄道が開通した。最初の新聞が発行されたのは1820年だった。
サガダホク郡は1854年にリンカーン郡から分離して設立され、バスを郡庁所在地にした。その評価額は1870年に11,041,340米ドル、1880年に10,297,215米ドルだった。有権者数は4,669人、1880年に5,182人だった。人口は1870年に18,803人、1880年に19,276人だった。
1880年から2000年、人口は約2倍近い35,214人になった。

## 地理
アメリカ合衆国国勢調査局に拠れば、郡域全面積は370.19平方マイル (1,530 km2)であり、このうち陸地253.90平方マイル (1,490 km2)、水域は116.29平方マイル (39 km2)で水域率は31.41%である。面積では州内最小の郡である。

### 隣接する郡
- ケネベック郡 - 北
- リンカーン郡 - 東
- カンバーランド郡 - 西
- アンドロスコッギン郡 - 北西

### 国立保護地域
- ポンド島国立野生生物保護区

## 人口動態
以下は2000年国勢調査による人口統計データである。
| 基礎データ - 人口: 35,214 人 - 世帯数: 14,117 世帯 - 家族数: 9,641 家族 - 人口密度: 54人/km2（139人/mi2） - 住居数: 16,489 軒 - 住居密度: 25軒/km2（65軒/mi2） 人種別人口構成 - 白人: 96.49% - アフリカン・アメリカン: 0.92% - ネイティブ・アメリカン: 0.31% - アジア人: 0.63% - 太平洋諸島系: 0.06% - その他の人種: 0.38% - 混血: 1.21% - ヒスパニック・ラテン系: 1.11% 先祖による構成 - イギリス系：22.0% - アイルランド系：11.6% - フランス系：11.1% - アメリカ人：10.6% - フランス系カナダ人：8.08% - ドイツ系：7.3% 言語による構成 - 英語：96.1% - フランス語：2.2% | 年齢別人口構成 - 18歳未満: 25.8% - 18-24歳: 6.6% - 25-44歳: 30.5% - 45-64歳: 24.9% - 65歳以上: 12.3% - 年齢の中央値: 38歳 - 性比（女性100人あたり男性の人口） - 総人口: 96.3 - 18歳以上: 93.1 世帯と家族（対世帯数） - 18歳未満の子供がいる: 33.2% - 結婚・同居している夫婦: 54.6% - 未婚・離婚・死別女性が世帯主: 9.6% - 非家族世帯: 31.7% - 単身世帯: 25.2% - 65歳以上の老人1人暮らし: 9.3% - 平均構成人数 - 世帯: 2.47人 - 家族: 2.96人 収入と家計 - 収入の中央値 - 世帯: 41,908米ドル - 家族: 49,714米ドル - 性別 - 男性: 34,039米ドル - 女性: 24,689米ドル - 人口1人あたり収入: 20,378米ドル - 貧困線以下 - 対人口: 8.6% - 対家族数: 6.9% - 18歳未満: 12.2% - 65歳以上: 6.4% |

## 政治
| 年     | 民主党        | 共和党       |
| ------ | ------------- | ------------ |
| 2012年 | 56.85% 11,821 | 40.54% 8,429 |
| 2008年 | 57.1% 12,152  | 40.9% 8,721  |
| 2004年 | 52.7% 11,107  | 45.1% 9,497  |
| 2000年 | 48.1% 8,844   | 43.8% 8,052  |

## 都市と町
| - バス - 郡庁所在地 - トップシャム町 - アローシック町 - ボードイン町 - ボードイナム町 | - ジョージタウン町 - フィップスバーグ町 - リッチモンド町 - ウェストバス町 - ウールウィッチ町 |

## その他の領域
- パーキンス・タウンシップ（スワン島） - 当初はパーキンス町として法人化されたが、現在は廃村